# Theridula iriomotensis
Theridula iriomotensis är en spindelart som beskrevs av Yoshida 200. Theridula iriomotensis ingår i släktet Theridula och familjen klotspindlar. Inga underarter finns listade i Catalogue of Life.